# アルトゥール・モラエス
アルトゥール・ギリェルメ・モラエス・グスマン（Artur Guilherme Moraes Gusmão、1981年1月25日 - ）は、ブラジル・サンパウロ州レメ出身の元サッカー選手。現役時代のポジションはゴールキーパー。
2011-12シーズン以降、コンスタントに実力を発揮したことから、ベンフィカ・ファンから「Rei Artur (アーサー王) 」と呼ばれている。

## 経歴

### ブラジル
パウリスタFCでキャリアを始め、2003年にクルゼイロECへ加入。カンピオナート・ブラジレイロ・セリエAとコパ・ド・ブラジルにて優勝を果たす。2006年からは2年間コリチーバFCへレンタル移籍する。。加入1年目はクレーベル・ゲラ, ロドリゴ・ピーテルス・マルケスとのポジション争いを制し正GKになるも、2年目の2007年はエドソン・バストスにポジションを奪われ、控えGKになる。
2008年、当初は古巣クルゼイロECに復帰する予定であったが、イタリア・セリエAに属するACシエーナからオファーがあったことから欧州行きを選択した。

### イタリア
2008年1月4日にACシエーナと2年契約を結んだ。同月の30日にACチェゼーナへレンタル移籍、18試合に出場した。
2008年6月25日、チームメイトのシモーネ・ロリアと共に同じくイタリア・セリエAに属するASローマへ移籍。この動きに併せ、ローマ側はジャンルカ・クルチを共同保有し、アーメド・アピマー・バルッソをレンタルの形でシエナ側に移籍させた。さらに、両クラブが共同保有していたダニエレ・ガッロッパの保有権を完全に渡した。ローマでの最初のプレシーズンマッチ・ステアウア・ブカレスト戦で非公式デビューをするも1-3で敗戦した。
2009年4月に正GKのドニが負傷した際、ジュリオ・セルジオ、ピエトロ・ピポロとの争いを制しゴールマウスを守った。しかし、2009-10シーズンはジュリオ・セルジオが正GKになり、ドニとさらに新加入のボグダン・ロボンツが控えを務める形になりアルトゥールは第4GKで事実上の戦力外となった。

### ポルトガル
2010年夏にエドゥアルド、パヴェウ・キェシェクと2人のGKを失ったポルトガルのSCブラガに移籍。新加入のキムがシーズンを棒に振るほどの大怪我をしたことにより、UEFAチャンピオンズリーグ 2010-11予選3回戦からマリオ・フェルゲイラス、フェリペ・ヴェントゥーラ・ドス・サントスの第3GKとなる。
リーグ戦では、正GKのフェリペが12月にブラジルへと戻っていった後のフェルゲイラス、セバスティオン・マルコス・バルボーザ・ジ・オリヴェイラとのポジション争いを制し正GKに昇格した。以降は、常にゴールマウスを守りUEFAヨーロッパリーグ 2010-11準優勝に貢献した。
2011年5月20日にSLベンフィカに4年契約で移籍した。1年目はエドゥアルドとのGK争いに勝ち、シーズンを通して出場。メディアやサポーターから「Rei Artur (アーサー王) 」と呼ばれるようになった。
SLベンフィカ在籍中はUEFAチャンピオンズリーグやUEFAヨーロッパリーグなどの試合も含めて合計143試合の公式戦に出場し、その内61試合は無失点で抑えている。
在籍中はUEFAヨーロッパリーグ準優勝2回、プリメイラ・リーガ優勝2回、ポルトガル・カップ優勝1回、ポルトガル・リーグカップ優勝3回、ポルトガル・スーパーカップ優勝1回と数多くのタイトルを獲得した。

### トルコ
2015年7月11日、SLベンフィカとの4年契約を満了したアルトゥールはトルコのオスマンルスポルFKと2年契約を締結した
。

## タイトル

### クラブ
パウリスタFC
- カンピオナート・ブラジレイロ・セリエC 優勝 2001

クルゼイロEC
- カンピオナート・ブラジレイロ・セリエA 優勝 2003
- コパ・ド・ブラジル 優勝 2003
- カンピオナート・ミネイロ 優勝 2003, 2004
- カンピオナート・ブラジレイロ・セリエB 優勝 2007

ASローマ
- イタリア・セリエA 準優勝 2009-10
- イタリア・スーパーカップ 準優勝 2008-09

SCブラガ
- UEFAヨーロッパリーグ 準優勝 2010-11

SLベンフィカ
- UEFAヨーロッパリーグ 準優勝 2012-13, 2013-14
- プリメイラ・リーガ 優勝 2013-14, 2014-15
- プリメイラ・リーガ 準優勝 2011-12, 2012-13
- ポルトガル・カップ 優勝 2013-14
- ポルトガル・カップ 準優勝 2012-13
- ポルトガル・リーグカップ 優勝 2011-12, 2013-14, 2014-15
- ポルトガル・スーパーカップ 優勝 2014-15

シャペコエンセ
- カンピオナート・カタリネンセ 優勝 2017